# Chrysolina helopioides
Chrysolina helopioides es un coleóptero de la familia Chrysomelidae.
Fue descrita científicamente en 1851 por Suffrian.